# Curtiss A-12 Shrike
El Curtiss A-12 Shrike fue el segundo avión de ataque a tierra monoplano del Cuerpo Aéreo del Ejército de los Estados Unidos, y su principal avión de ataque durante la mayor parte de los años 30. Estaba basado en el A-8, pero tenía un motor radial en lugar del lineal y refrigerado por agua del A-8, así como otros cambios.

## Diseño y desarrollo

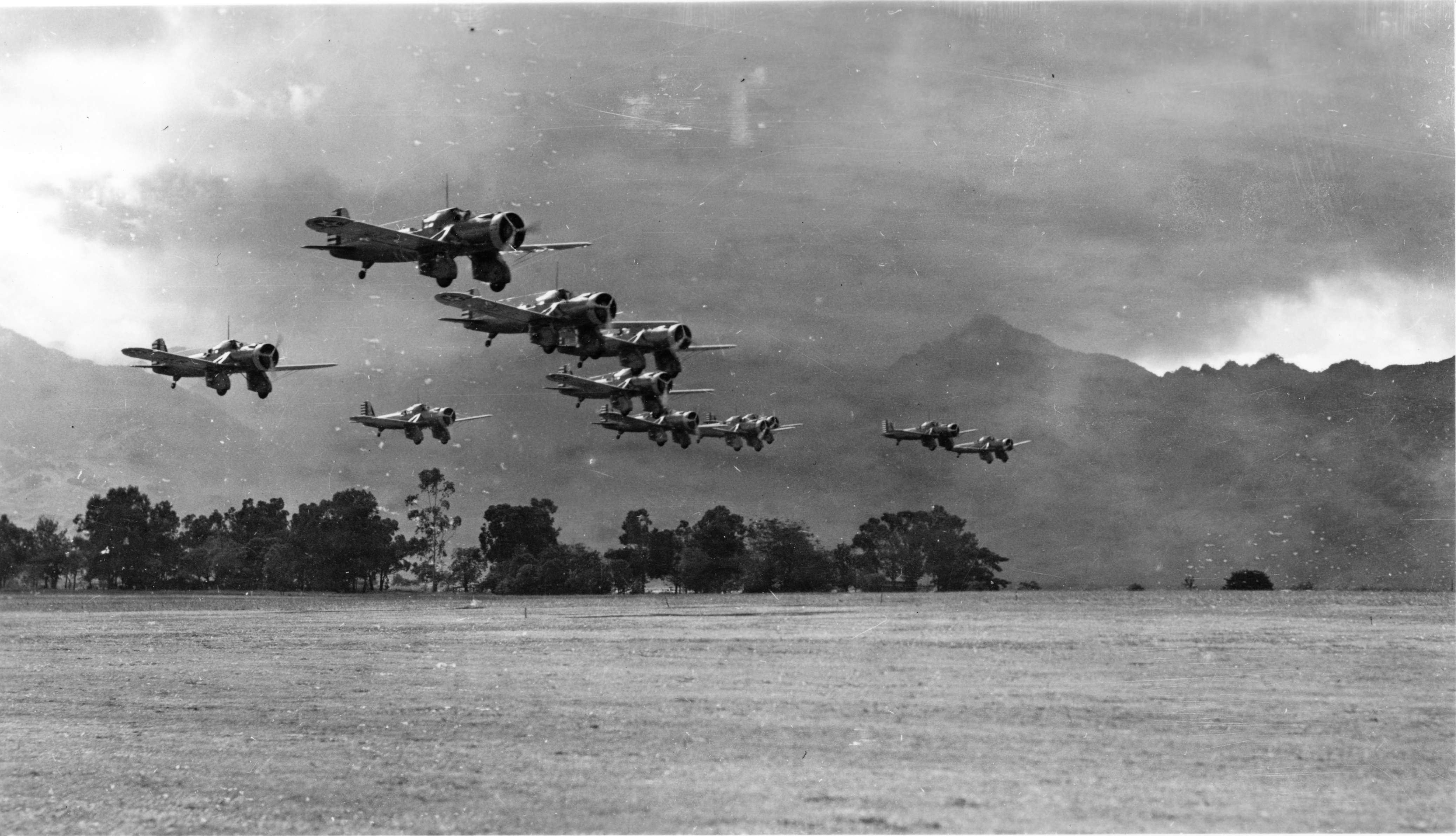
Formación de Curtiss A-12 Shrike en unos ejercicios cerca de Wheeler Field, Oahu, Hawái.

El Model 60 fue desarrollado a partir de los avances del A-8 y del experimental YA-10. Sin embargo, se volvió obsoleto tras un corto periodo de uso, debido principalmente a la rápida mejora de la tecnología de aviación, así como a la inclinación del USAAC hacia aviones de ataque polimotores.
La diferencia más obvia entre el A-12 y el A-8 era el motor radial de refrigeración por aire del A-12, que reemplazaba el motor lineal refrigerado por agua del A-8. Fue la respuesta al cambio del USAAC a una preferencia por los motores radiales, especialmente en los aviones de ataque. La razón fundamental detrás de esta preferencia era que el motor radial tiene un perfil menor, haciéndole menos vulnerable al fuego terrestre, y un sistema de refrigeración más simple, que también es menos propenso a los fuegos en tierra, así como a los problemas de mantenimiento en general.
Estos aviones mantenían la cabina abierta introducida en el lote de producción del A-8, y llevaban la misma carga de armas. En un intento por mejorar la cooperación piloto/observador, la cabina trasera fue adelantada lo suficiente como para que su cubierta de cristal formara una continuación de la cubierta del fuselaje por detrás de la cabina del piloto.
El 7 de diciembre de 1941 todavía había nueve A-12 de las USAAF en servicio en Hickam Field, pero no entraron en combate. 

## Historia operacional
Los A-12 sirvieron con el 3rd Attack Group, más los 8th y 18th Pursuit Group. Los Shrike supervivientes fueron inmovilizados en tierra justo después de que Pearl Harbor fuera bombardeada en diciembre de 1941.

## Operadores
República de China

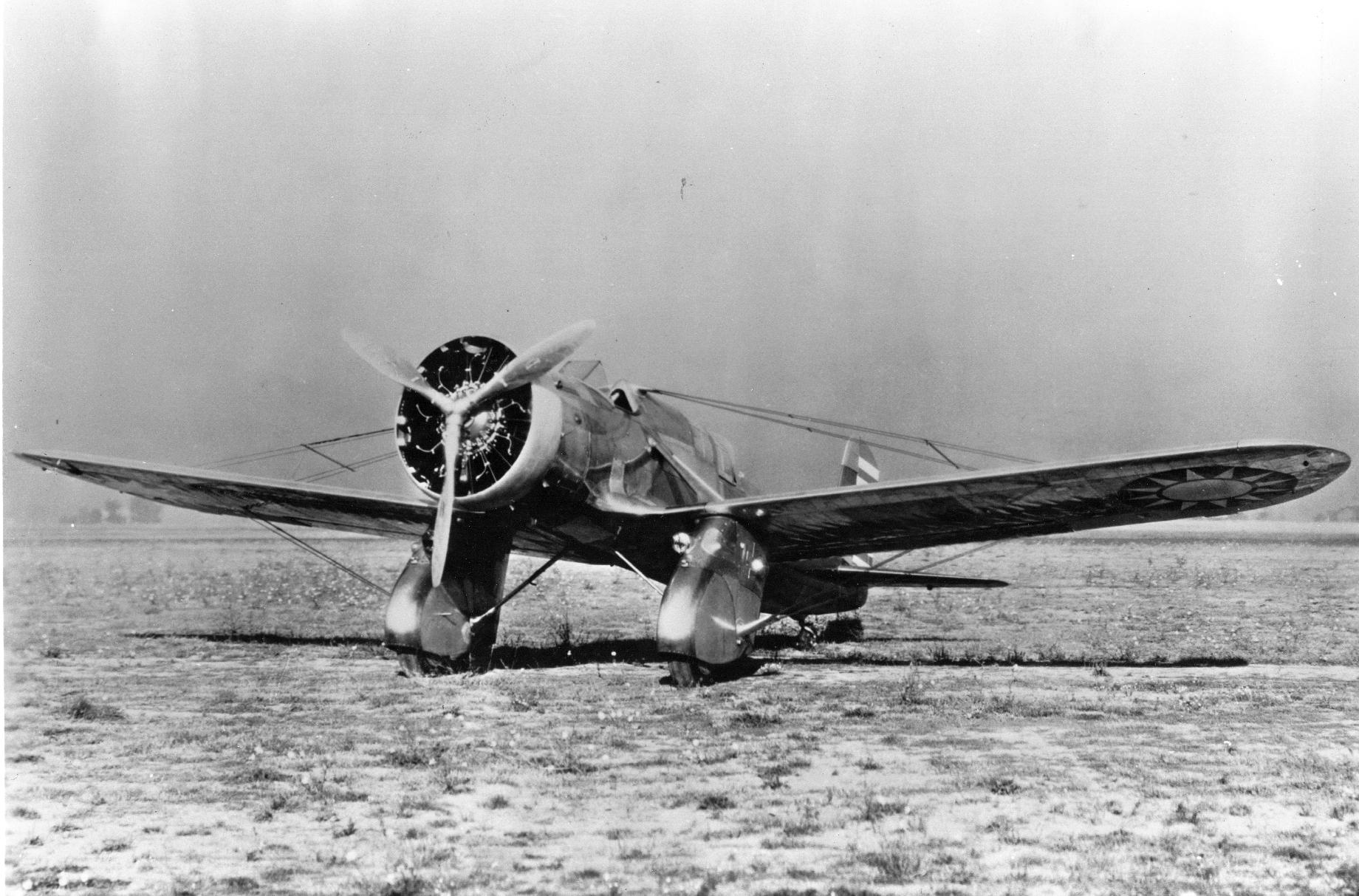
Un A-12 esperando su entrega a la ROCAF.

- Fuerza Aérea Nacionalista China: recibió 20 A-12 Shrike en 1936, armando los 27th y 28 th Squadron del 9th Group. Fueron usados cuando estalló la guerra a gran escala entre Japón y China. Tuvieron un éxito inicial, incluyendo el derribo de cuatro bombarderos en picado embarcados Aichi D1A1 japoneses el 15 de agosto de 1937. Sin embargo, tras su despliegue en misiones de apoyo a tierra en Shanxi, la mayoría no sobrevivió y los pocos restantes fueron reasignados a tareas de entrenamiento.[2]

 Estados Unidos
- Cuerpo Aéreo del Ejército de los Estados Unidos

## Especificaciones (A-12 Shrike)
Referencia datos: The Complete Encyclopedia of World Aircraft

### Características generales
- Tripulación: Dos (piloto y observador/artillero trasero).
- Longitud: 9,8 m (32,3 ft)
- Envergadura: 13,4 m (44 ft)
- Altura: 2,8 m (9,3 ft)
- Superficie alar: 26,4 m² (284 ft²)
- Peso vacío: 1768 kg (3896,7 lb)
- Peso máximo al despegue: 2611 kg (5754,6 lb)
- Planta motriz: 1× motor radial de 9 cilindros en una fila refrigerado por aire Wright R-1820 "Cyclone".
  - Potencia: 515 kW (710 HP; 700 CV)

### Rendimiento
- Velocidad máxima operativa (Vno): 285 km/h (177 MPH; 154 kt)
- Alcance: 838 km (452 nmi; 521 mi)
- Techo de vuelo: 4620 m (15 157 ft)

### Armamento
- Ametralladoras: 

  - 4x Browning M1919 de 7,62 mm de tiro frontal
  - 1 de 7,62 mm montada en la cabina del observador para la defensa trasera
- Bombas: 

  - Hasta 4 de 55 kg montadas en soportes subalares
  - 10 de 13,61 kg de fragmentación llevadas internamente

## Aeronaves relacionadas

### Desarrollos relacionados
- Curtiss A-8
- Curtiss YA-10 Shrike

### Aeronaves similares
- Fokker XA-7
- Northrop A-17
- PZL.23 Karaś

### Secuencias de designación
- Secuencia Numérica (interna de Curtiss): ← 57 - 58 - 59A/59B - 60 - 61 - 62 - 63 →
- Secuencia A-_ (Aviones de Ataque del USAAS/USAAC/USAAF, 1924-1947): ← A-9 - A-10 - A-11 - A-12 - A-13 - A-14 - A-15 →